# Autotomia

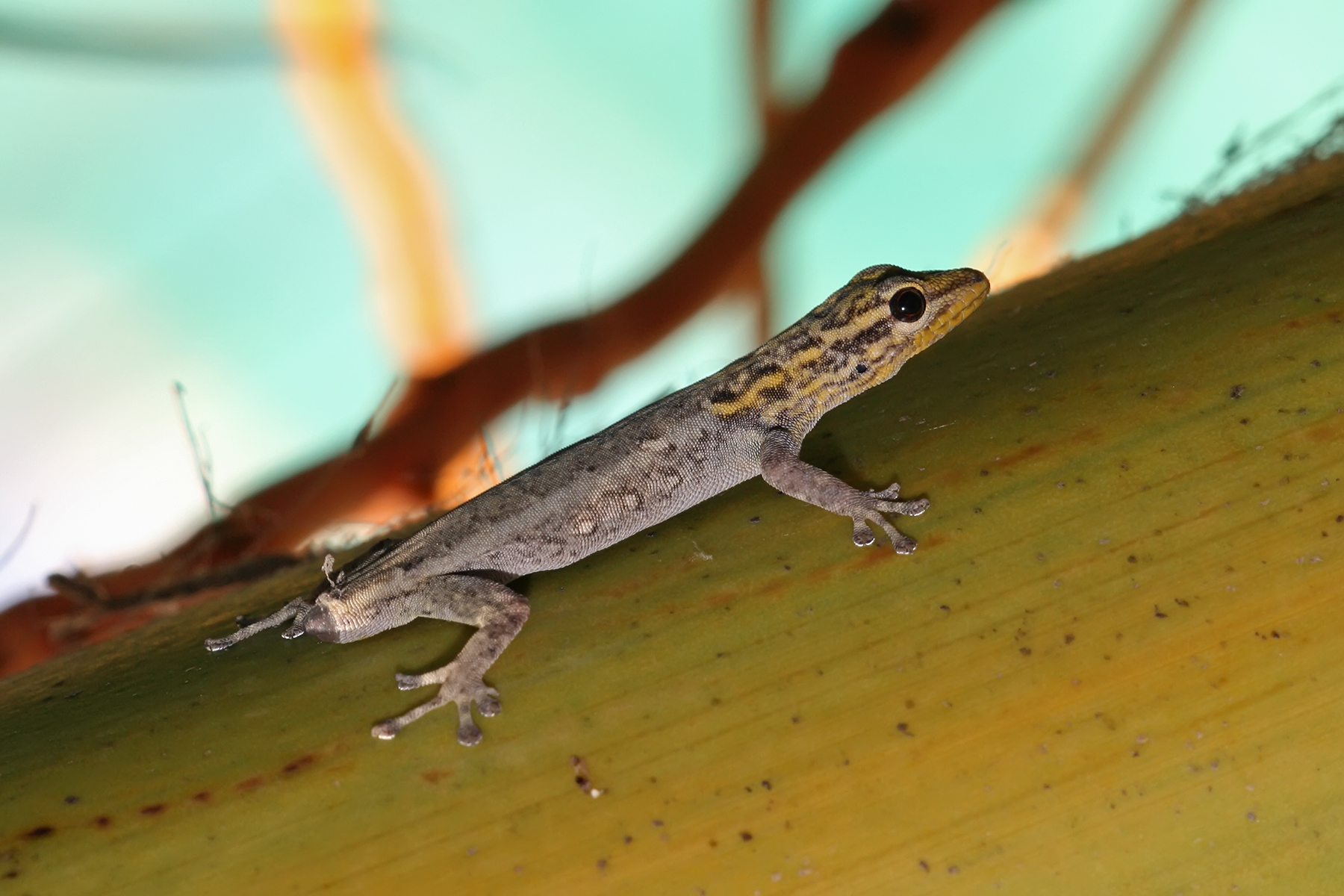
Un dragó nan de cap blanc que ha perdut la cua degut a l'autotomia.

L'autotomia (del grec auto = "propi-" i tomia = "tall") és una amputació reflexa d'una o d'unes quantes parts del cos, la qual fan servir certs animals per escapar-se dels seus depredadors. La part que s'ha desprès mitjançant l'autotomia serà regenerada posteriorment.

## Rèptils i salamandres

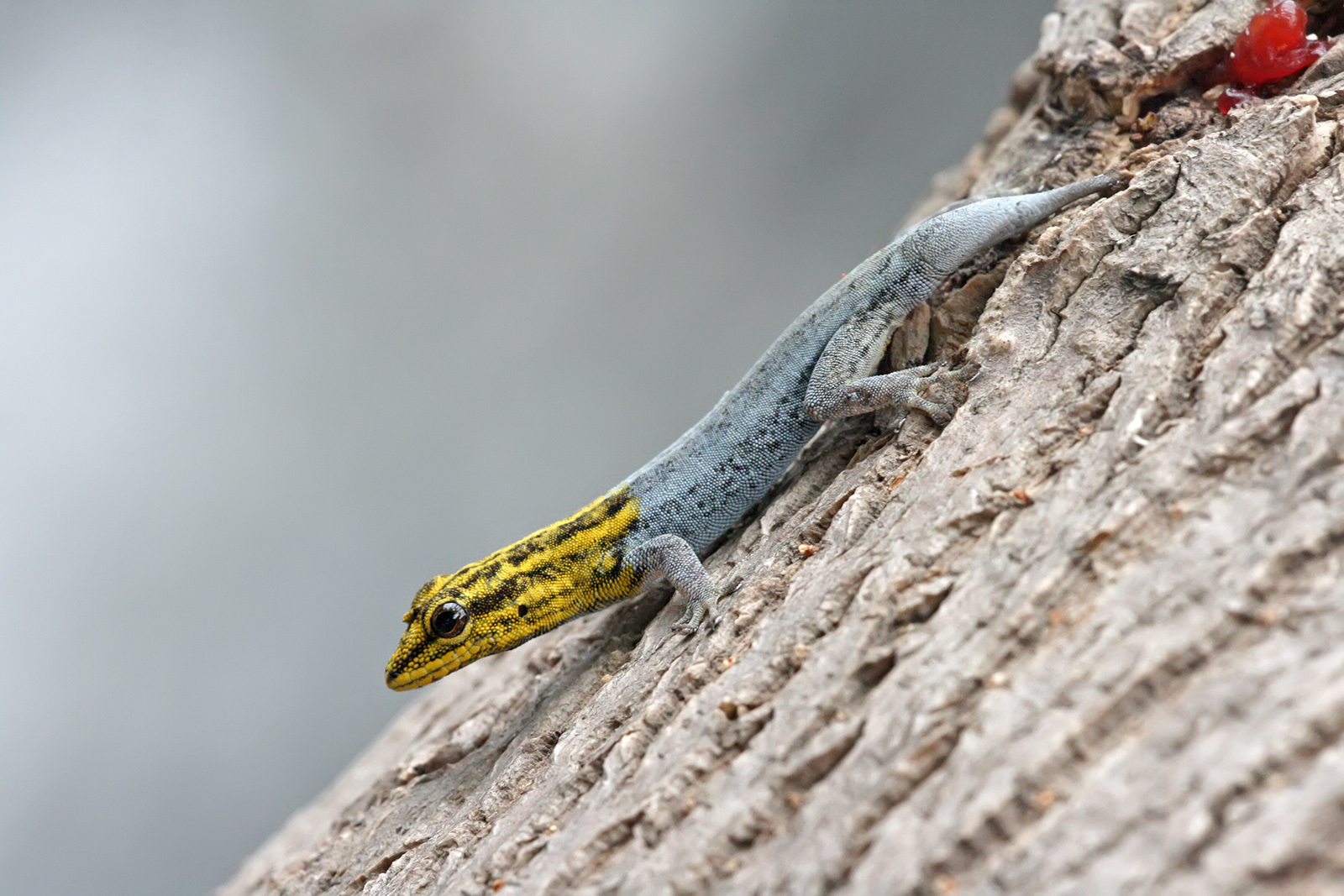
Un dragó nan de cap groc la cua del qual està en procés regeneratiu.

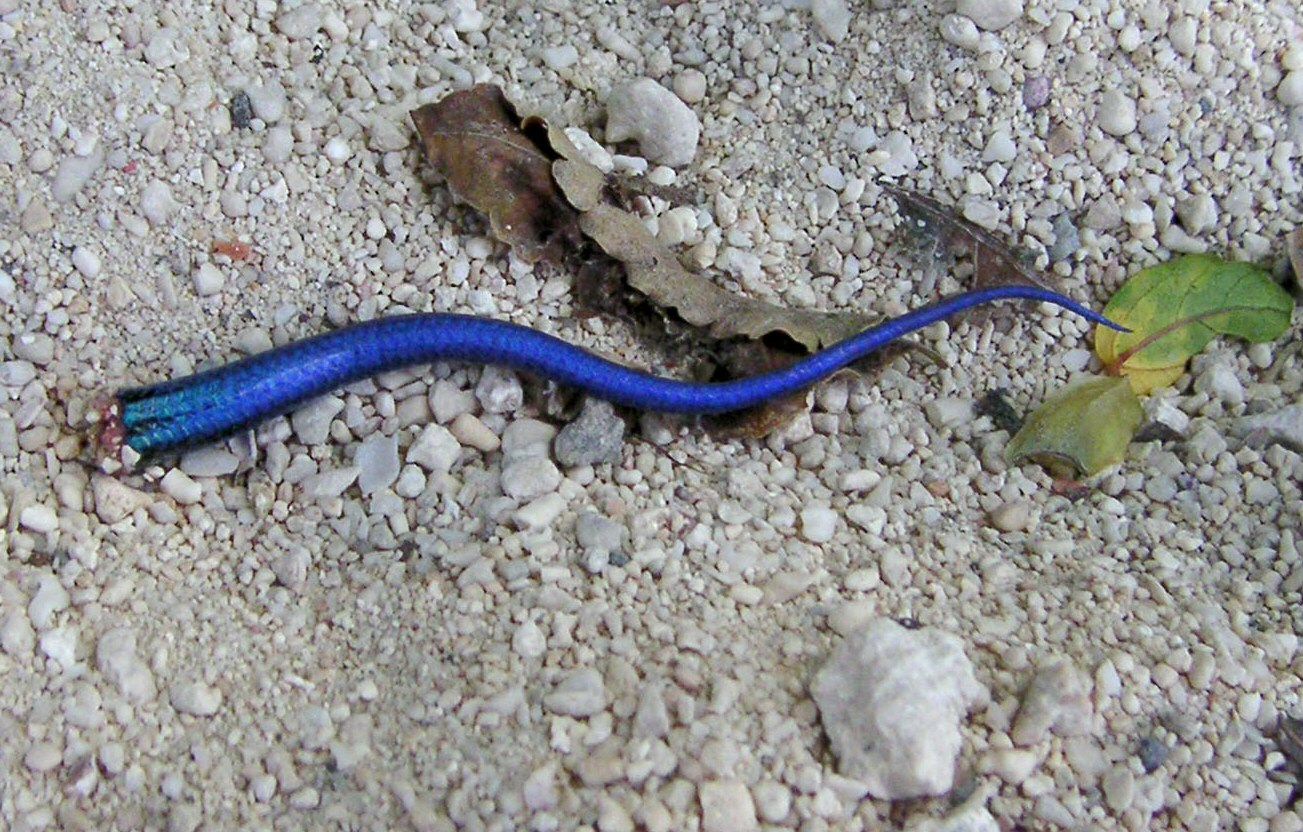
Cua de llangardaix que s'ha desprès d'aquest.

Els dragons, els escincs, algunes salamandres i altres animals similars que són capturats per la cua desprenen el seu cos d'ella, de manera que són capaços de fugir. Una vegada amputada, la cua segueix movent-se, per la qual cosa el depredador es confon i es distreu i l'animal es pot escapar-se desaparcebut. L'animal pot regenerar la cua parcialment en un període d'unes setmanes. La nova cua tindrà cartílags en lloc d'ossos, i la pell de la cua estarà molt més desacolorida que la resta del cos. L'autotomia consistent en desprendre la cua del cos es denomina autonomia cabal.
En els rèptils, l'autotomia s'activa gràcies a zones de debilitat als intervals regulars a les vèrtebres posteriors a les ventoses. L'animal contreu un múscul per fracturar una vèrtebra (en lloc de trencar la cua en dues vèrtebres diferents). Els músculs de l'esfínter es contreuen prop de l'artèria cabal per disminuir el dessagnament.

## Invertebrats

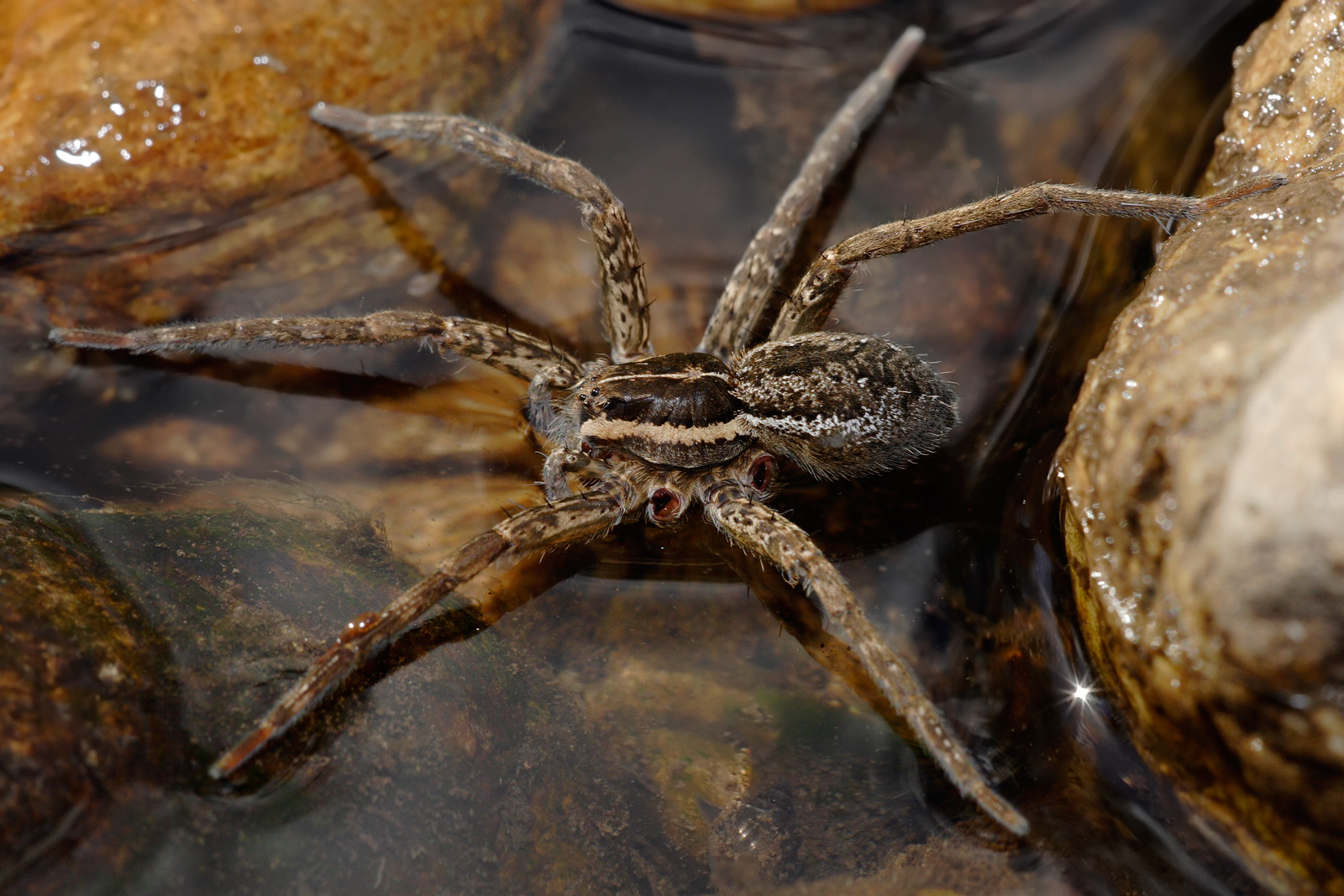
Una aranya pescadora a la qual li falten dues cames.

Altres animals, com els polps, els crancs, les estrelles de mar amb potes, els escamarlans i les aranyes, també poden perdre els apèndixs si és necessari per a sobreviure. L'autotomia esdevé en certs tipus de pops per sobreviure i per reproduir-se: el braç especialitzat per reproduir-se (l'hectocotylus) es desprèn del mascle durant l'aparellament i s'introdueix a dins del mantell de la femella.
El Menippe mercenaria, una espècie de cranc que habita Florida, s'utilitza com a font reutilitzable de menjar per humans. Això s'aconsegueix tallant-los les pinces i tornant-los al mar, allà on li tornaran a créixer.
Certs llimacs del gènere Prophysaon es poden amputar una porció de la seva cua. També, el caragol de mar Oxynoe panamensis també pot desprendre la cua mitjançant irritació.
L'evisceració, l'expulsió de la víscera i altres òrgans inters que porten a terme els cogombres de mar quan se senten amenaçats, també és autotomia, ja que més tard es tornaran a regenerar els òrgans en qüestió.
Alguns llimacs marins també fan autotomia. Les espècies Discodoris lilacina i Berthella martensi es desfan de tot el seu mantell quan són manejats. Els membres del gènere Phyllodesmium es desfan dels seus cerata (una mena de puntes situades a la part lateral del cos dels llimacs marins), que a la punta tenen una glàndula que secreta una substància enganxosa.

### Abelles
El fibló de diverses espècies d'abella de la mel és un cas diferent; el fibló està fet de tal manera que es pot esqueixar de l'abella sense problema, i té el seu propi gangli que manté la musculatura del fibló en moviment i desprenent verí durant uns quants minuts després que es desprengui. A diferència de la majoria de casos d'autotomia, l'abella mor ràpidament després de clavar-lo i, per tant, no n'hi torna a créixer cap. Totes les espècies del gènere Apis tenen aquest mètode d'autotomia. Cap altre insecte té l'agulló de tal manera, ni tan sols les vespes o les abelles de la mel mexicanes. El fibló de l'abella reina tampoc és autotòmic.